# Thomas Bergeat
Thomas Bergeat [Bergerat] est un maître écrivain français, né vers 1715 et mort en 1755. Dans son article pour l'Encyclopédie de 1765, Charles Paillasson le nomme à tort Thomas Bergerat.

## Biographie
Il est né à Fère-en-Tardenois, en Picardie. Il a été reçu maître en la Communauté des maîtres écrivains jurés de Paris en 1739. 

## Œuvres
D'après Paillasson, il avait du goût, de la facilité, de la sagesse et du raisonnement et avait une grande facilité dans les traits symétrisés. Sa présentation des états était toujours parfaite.